# Храм Святого Казимира (Новониколаевск)

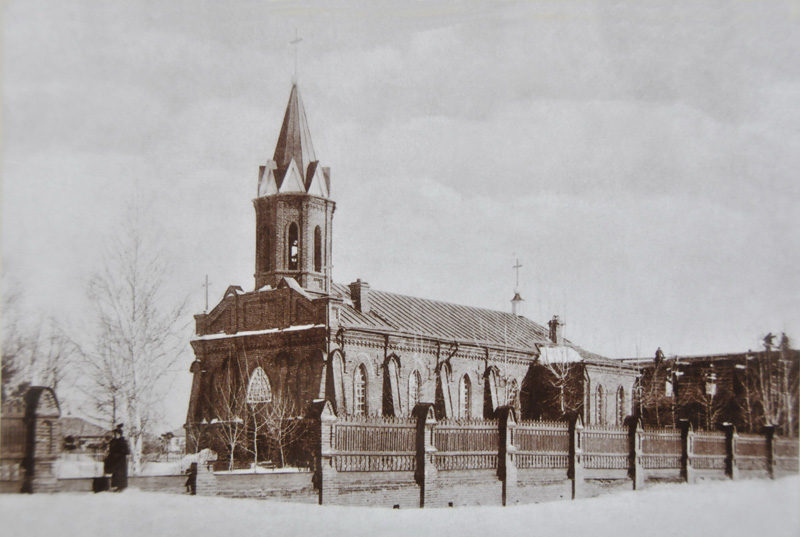
Храм Святого Казимира

Храм Святого Казимира — храм Римско-католической церкви в городе Новониколаевске (Новосибирске). Располагался на Обском проспекте (ныне Комсомольский проспект). До нашего времени не сохранился.
До строительства храма в начале XX века католическая церковь была представлена молитвенным домом, возведенным в 1902 году на добровольные пожертвования прихожан. Тогда имелась активная католическая община, которая была зарегистрирована с 4 тысячами её членов (при общем населении города менее 60 тысяч), в основном польской национальности.
Каменный храм был освящён в честь св. Казимира в 1909 году и учреждён как самостоятельный приход. На территории рядом с церковью находились также школа и правление благотворительного общества. Храм был расположен на пересечении ул. Иркутской и Обского проспекта (ныне — Комсомольский проспект). По Обскому проспекту, неподалёку от костёла, находились и мечеть и синагога.
В «Сибирском торгово-промышленном ежегоднике на 1914—1915 гг.», изданном в Красноярске в 1915 году говорится о культовых зданиях в Новониколаевске:
«В настоящее время в городе семь православных храмов. Римско-католический костел, молитвенные дома старообрядцев, лютеран и лиц магометанской и иудейской веры».
В 30-х годах XX века храм Святого Казимира был закрыт, а в первой половине 60-х  уничтожен (сейчас на его месте универмаг ЦУМ).
В 2009 году в год столетия храма св. Казимира, на месте, где он стоял, был освящён памятный камень.